# William Scott Wilson
William Scott Wilson nasceu em 1944 e cresceu na Flórida, Estados Unidos. Ainda estudante, em 1966, fez uma longa viagem de caiaque por três meses margeando a ?9.@costa do Japão, de Shimonoseki até Tokyo. A experiência foi fundamental para autor, que se apaixonou pela história e pela cultura do país. 
Após formar-se em língua e literatura japonesas, Scott Wilson fez mestrado nestas disciplinas na Universidade de Washington, dedicando-se depois ao estudo da filosofia do período Edo na Universidade de Aichi, em Nagoya, Japão. Traduziu para o inglês importantes obras japonesas como o romance Taiko, de Eiji Yoshikawa, e o clássico tratado sobre o teatro nô Fushikaden, do autor medieval japonês Motokiyo Zeami, além de ser tradutor das mais tradicionais obras de Musashi, como O livro dos cinco anéis. Pela editora Estação Liberdade, Scott Wilson publicou a biografia de Musashi, O Samurai. A vida de Miyamoto Musashi, em 2006. Atualmente o autor mora na Flórida, mas viaja freqüentemente ao Japão.